# Aicardo di Arles
Aicardo di Arles, o Aicardo di Marsiglia (1045 circa – agosto 1113), fu un arcivescovo francese, in carica nella sede di Arles dal 1070 al 1080. Coinvolto nella lotta per le investiture, entrò in conflitto con il papa, da cui fu destituito e scomunicato.
Per motivi religiosi, egli si era opposto alla Riforma gregoriana, e quindi al papa, ma la sua opposizione aveva anche motivi politici, essendosi egli schierato dalla parte dell'imperatore del Sacro Romano Impero contro il papa stesso e contro il Conte di Provenza. Nel 1080 il Concilio di Avignone, presieduto dal vescovo Ugo di Die, legato della Santa Sede sotto Gregorio VII e dall'abate di San Vittore di Marsiglia, Richard de Millau, lo destituì e scomunicò, ponendo al suo posto Gibelino di Sabran, ma il sostegno della famiglia di appartenenza, i Visconti di Marsiglia, il suo clero ed il popolo, resero impossibile l'insediamento di Gibelino ed Aicardo continuò ad occupare abusivamente la cattedra vescovile di Arles fino alla fine del secolo, poi ad intermittenza, a causa della sua partecipazione alla Prima crociata, fino alla sua morte.

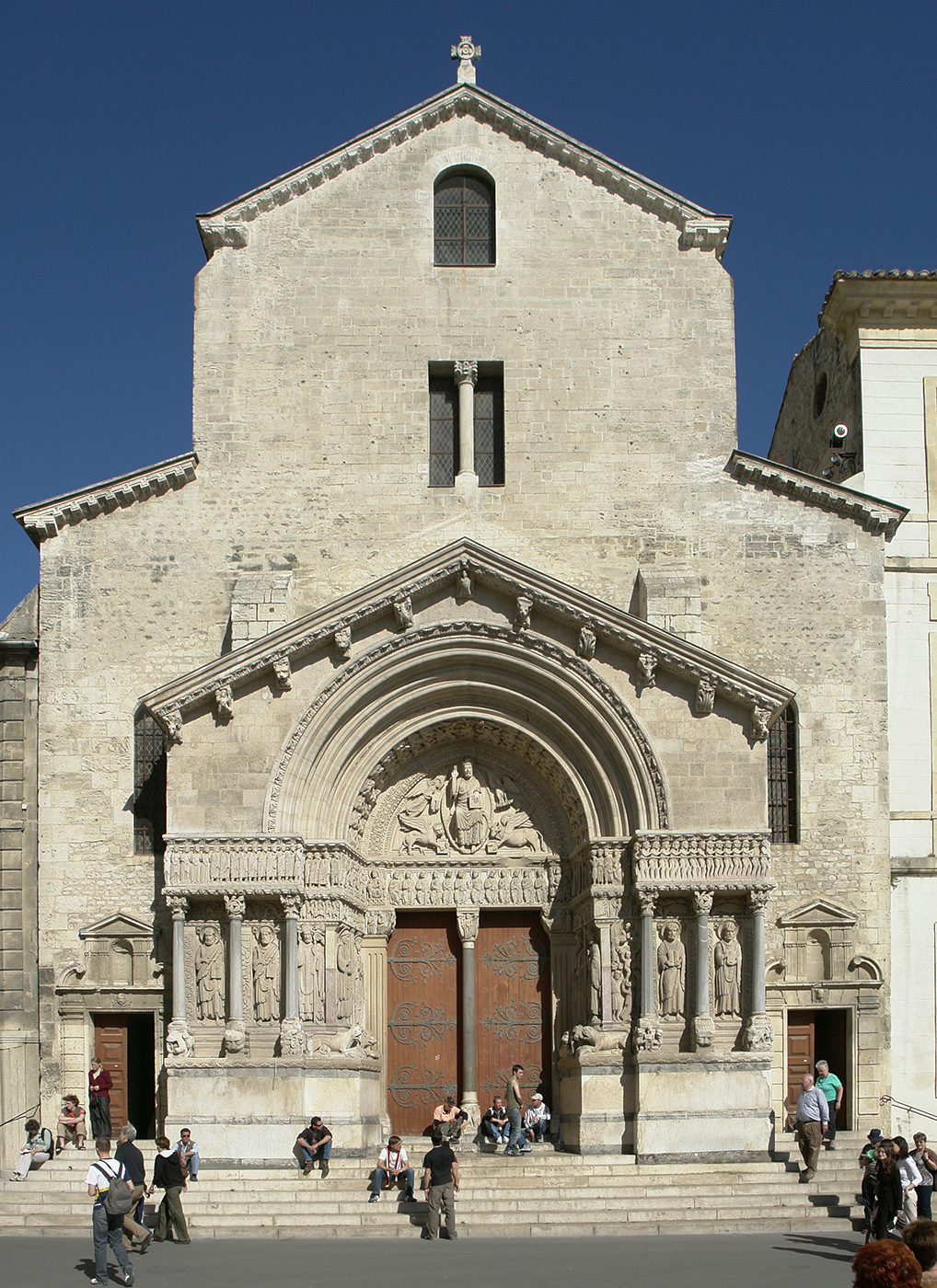
L'antica Cattedrale di Saint-Trophime, costruita nel XIII secolo sul luogo ove sorgeva la basilica di Santo Stefano, eretta nel V secolo.

## Biografia
Aicardo era figlio del visconte di Marsiglia, Goffredo I e di Rixendis de Millau..
I visconti di Marsiglia erano alleati fedeli dei conti e marchesi di Provenza e dei signori di Baux, i principali "attori" dell'elezione del vescovo di Arles dal V secolo. Essi possedevano ad Arles numerosi beni e diritti infeudati alle principali famiglie di guerrieri, i milites, tra i quali la famiglia dei Porcelet. I visconti di Marsiglia, un membro della cui famiglia fu vescovo di Marsiglia senza soluzione di continuità dal 948 al 1073, cercavano di controllare anche le nomine di quello di Arles.
Per parte di madre Aicardo era vicino ai visconti di Millau, che fin dall'XI secolo si legarono attraverso numerosi legami matrimoniali con le famiglie comitali o vicecomitali del sud della Francia.

### Elezione e primi anni di episcopato
Aicardo, secondo lo storico del XVIII secolo, Jean-Pierre Papon, iniziò la sua carriera ecclesiastica come monaco dell'Abbazia di San Vittore a Marsiglia. Alla morte dell'arcivescovo Raimbaud de Reillanne (1069) ed in conseguenza di un arbitraggio fra le grandi famiglie provenzali ed il potere comitale, la sede episcopale di Arles toccò a lui (tra il 1069 e il 1073 ma probabilmente nel 1070)
Se si pensa che la famiglia dei visconti di Marsiglia era la fonte principale della maggior parte delle risorse del capitolo, la mensa canonica, si comprende il sostegno fornito dai canonici arlesiani ad Aicardo nel corso delle trattative.
Nei primi anni del suo episcopato, Aicardo fu un continuatore del suo predecessore, il riformatore Raimbaud de Reillanne, e perseguì una politica di alleanze con i conti e con la famiglia di Baux. Un esempio di questa politica fu la ripartizione del castrum  da erigere sull'isola del Pont-Saint-Geniès, una volta che questa fosse stata recuperata al dominio dei Pons di Fos. Tuttavia le condizioni di questa suddivisione, che accresceva la potenza di questa famiglia vicecomitale e dei suoi alleati, mise in allarme il conte Bertrando II.

### Il conflitto con il papa e il conte di Provenza

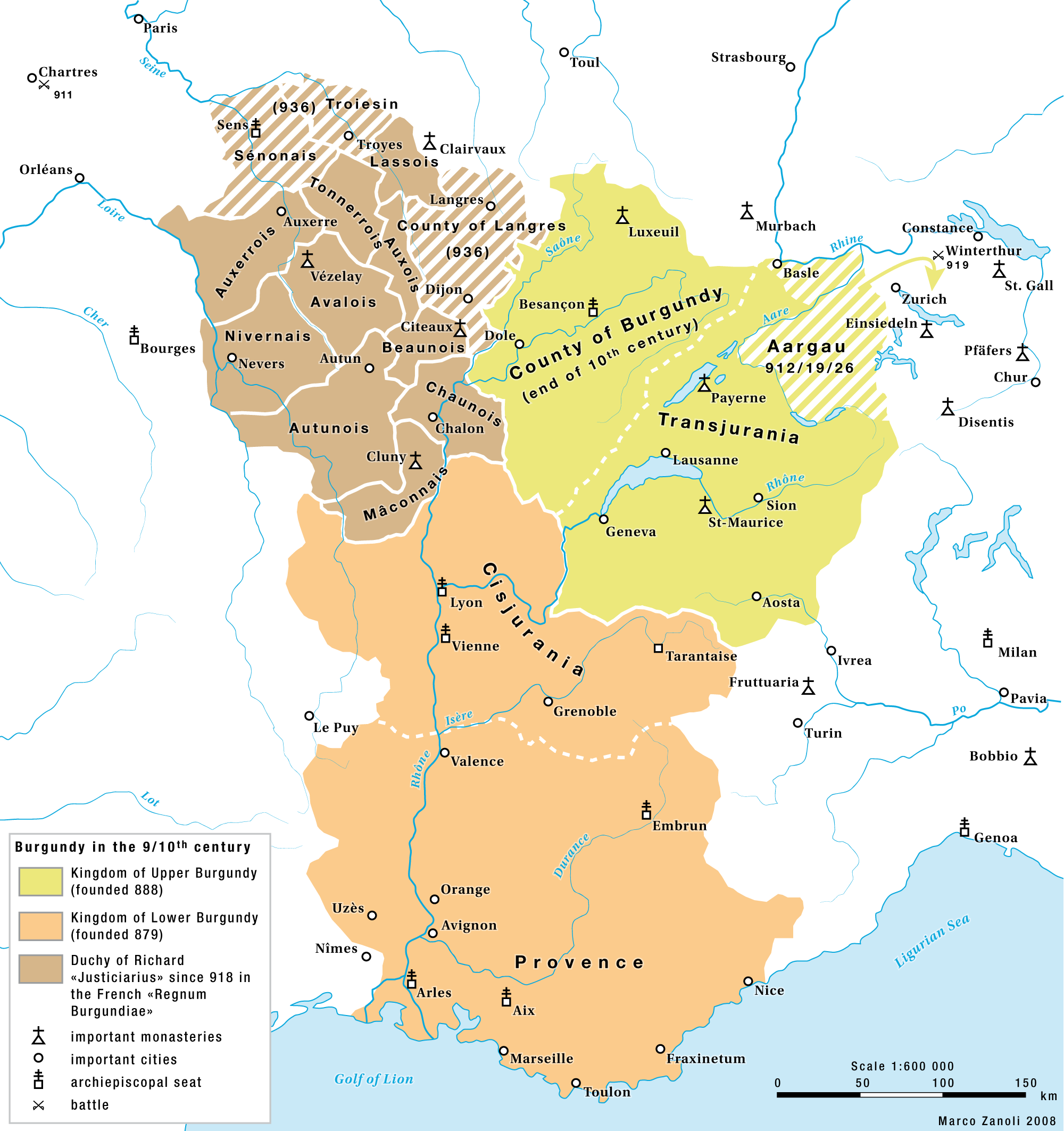
Il regno di Borgogna nel X secolo.

Aicardo si oppose alla santa Sede. Il contesto degli anni 1070 divenne particolare, dopo l'elevazione al Soglio Pontificio del rigoroso cardinale Ildebrando di Soana, che prese il nome di Gregorio VII, e dopo la progressiva adozione della riforma gregoriana, con la quale il papa si riprometteva, da un lato, di recuperare le mense episcopali, accaparratesi dai grandi, ed il controllo della Chiesa, con diritto alla nomina dei vescovi dall'altro, cui si era opposto l'imperatore Enrico IV, dando origine così alla lotta per le investiture.
In questa disputa l'Arcivescovo Aicardo si schierò dalla parte del sovrano feudale della Provenza, che faceva parte del regno di Borgogna, appannaggio dell'imperatore dal 1032.
Secondo alcuni storici tuttavia questa presa di posizione sarebbe stata più un modo di manifestare la sua opposizione all'irrigidimento papale nei confronti degli usi dei vescovi di Provenza e Linguadoca (donum), usi che condussero alla nomina dell'abate di Montmajour e che furono assimilati dalla Santa Sede a simonia, piuttosto che una vera e propria opposizione iniziale contro il papa.
Così Aicardo si trovò immischiato in due conflitti convergenti: uno riguardante il potere locale e l'altro la radicalizzazione delle riforme gregoriane difese da papa Gregorio VII.

### Una condanna papale inapplicata

#### Il concilio di Avignone del 1080
Nel 1080 fu indetto ad Avignone un concilio locale sotto la presidenza del legato pontificio Ugo di Die e dall'abate di San Vittore di Marsiglia, Richard de Millau, zio per parte di madre di Aicardo. Si trattò di uno dei numerosi concili che alla fine dell'XI secolo cercavano di affermare il potere pontificio sulla Chiesa ed a mettere in riga i seguaci dell'imperatore dopo che, con l'umiliazione di Canossa del gennaio 1077, quest'ultimo aveva riconosciuto la vittoria di papa Gregorio. Ma nei numerosi anni a seguire, l'interferenza sulle nomine episcopali fu oggetto di numerose crisi locali.
Il prelato arlesiano fu destituito e, con l'occasione, Bremondo, abate di Montmajour ed uomo di Aicardo, fu cacciato dal suo monastero.
Tuttavia Aicardo godeva di un forte sostegno da parte dei suoi fedeli, del clero dell'arcidiocesi, delle famiglie dei Baux e dei Porcelet e del conte di Saint-Gilles, Raimondo IV. Così la città si rifiutò di accettare la destituzione del suo arcivescovo ed impedì al successore ufficiale, Gibelino di Sabran, l'ingresso in Arles. Non solo, ma sotto minaccia fisica, Gibelino fu costretto impegnarsi, sotto giuramento, a rinunciare alla cattedra episcopale di Arles.

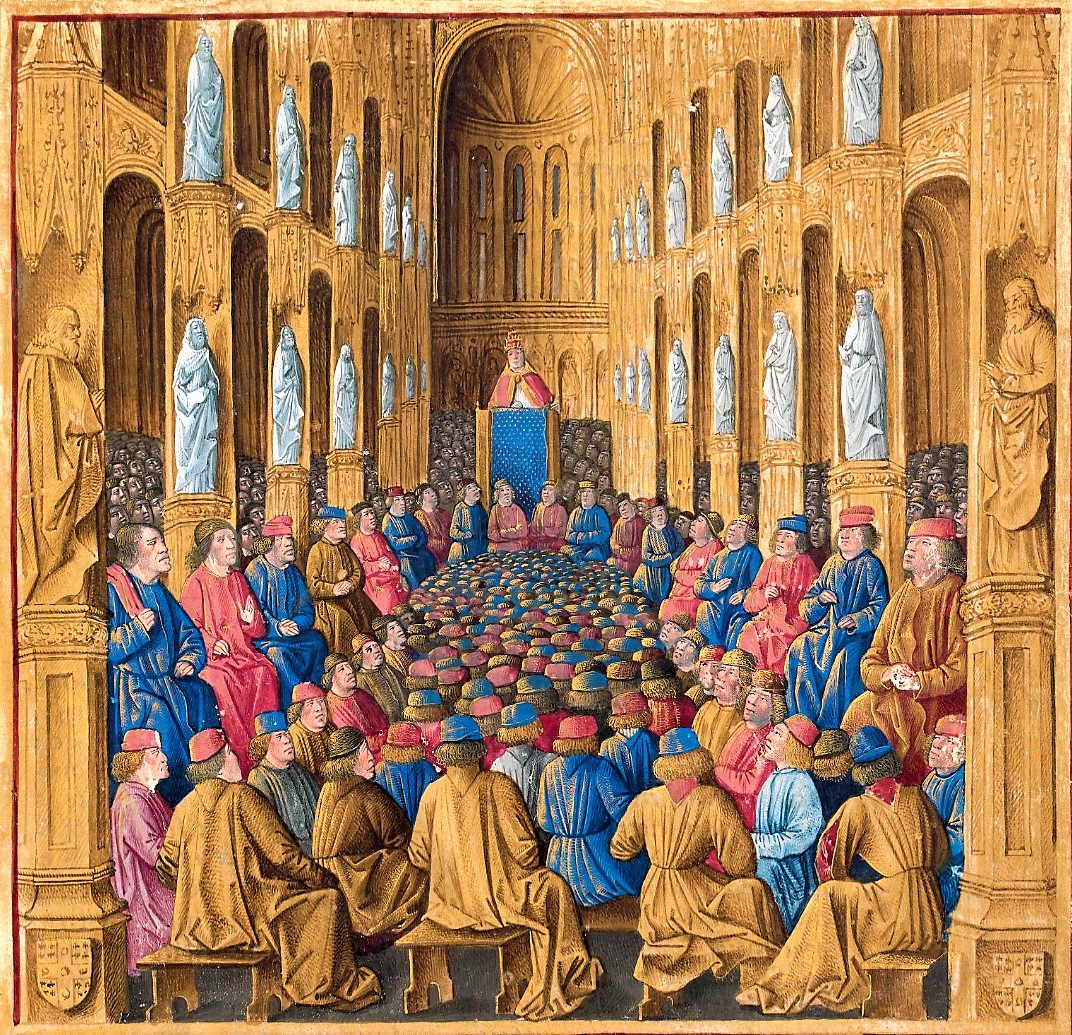
Il discorso di papa Urbano II al Concilio di Clermont del 1095. Illustrazione di stile tardo-gotico, tratta dal Livre des passages d'Outre-mer (verso il 1490), conservato presso la BnF.

Aicardo usurpò l'arcidiocesi d'Arles per molti anni. Questa curiosa situazione viene ben illustrata da un episodio verificatosi quindici anni dopo, in occasione del passaggio in Francia di papa Urbano II nel 1095 e 1096. Dopo essere sbarcato nel luglio del 1095 a Maguelone per venire a predicare la prima crociata, partecipando al Concilio di Clérmont, il papa attraversò il meridione francese transitando per numerose città della Provenza e della Linguadoca, quali Montpellier, Nîmes, Saint-Gilles, Tarascon, Avignone, Aix, Cavaillon e altre ma evitando accuratamente la città di Arles, ancora in mano ad un arcivescovo destituito.
A dispetto dell'ostilità da parte dello zio materno Richard de Millau, abate di San Vittore di Marsiglia, diventato ormai abate dell'Abbazia di Montmajour, l'arcivescovo usurpatore beneficiava del sostegno della famiglia, i visconti di Marsiglia, che a partire dal 1079 disertarono l'entourage del conte Bertrando II. Bisogna attendere fino al 1116 per vedere nuovamente un visconte di Marsiglia, nel caso specifico Pons de Peynier (prima del 1079 - dopo il 1131) sedere accanto ad un conte di Provenza.

#### Lostatu quo
Questa mancata applicazione della decisione papale si spiega principalmente con il sostegno ottenuto da Aicardo presso i potenti locali.
A dispetto delle accuse sostenuto contro di lui dal conte di Provenza e riprese dalla Papa, Aicardo non pareva un prelato indegno. Egli continuò la politica riformatrice del suo predecessore Raimbaud, particolarmente a favore della vita in comune dei canonici e dello sviluppo del patrimonio della cattedrale e della diocesi. Le buone relazioni con le grandi famiglie arlesiane e con il conte di Saint-Gilles Raimondo IV facilitarono in effetti le numerose donazioni e restituzioni di cui beneficiarono il capitolo dei canonici e l'arcivescovado in quegli anni. Infine fu lui a far terminare nel 1091 la redazione del "cartolario" del capitolo, il primo cartolario cattedrale di Provenza, conosciuto con il nome di Authentique de Saint-Trophime
Nel campo opposto, papa Urbano II, rinnovando tutto il suo appoggio a Gibelino, non ripeté la condanna di Aicardo, divenuto nel frattempo l'alleato ed il protetto del conte di Saint-Gilles Raimondo IV, che allora era il maggior sostenitore laico del progetto di crociata. Il papa, dimenticando i risentimenti del suo predecessore, parve risolversi a mantenere lo statu quo

### L'avanti-indietro con Gibelino

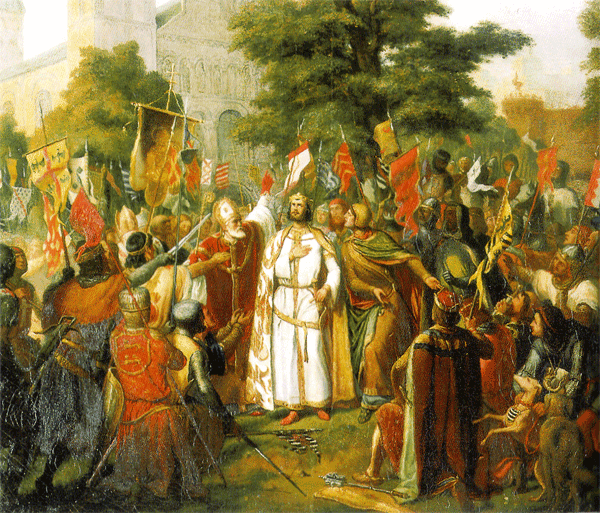
Raimondo di Saint-Gilles et i Provenzali alla prima crociata.

Aicardo abbandonò la propria diocesi, probabilmente negli anni 1098 - 1099, per partire per la Terra santa al seguito del conte di Saint-Giles Raimondo IV, uno dei quattro capi crociati. Secondo Agostino Fabre egli era in Palestina dal 1099, allorché i crociati presero Gerusalemme
In quello stesso periodo Gibelino ottenne da papa Urbano II una bolla pontificia che lo esentava dal dovere di rispettare il giuramento di rinuncia all'Arcivescovado di Arles, che aveva dovuto prestare nel 1080, sotto la minaccia.
Aicardo fece vari viaggi in Palestina. Lo storico Jean-Pierre Poly lo segnala nuovamente in Provenza nel 1102, poco tempo prima di una spedizione destinata a esiliare dall'arcidiocesi di Arles alcune persone diventate imbarazzanti per la Chiesa gregoriana: lo stesso arcivescovo Aicardo, scomunicato ma alla ricerca di recuperare la sua sede, Bertrand des Porcellets, sacrista della cattedrale di Arles e Raimondo, decano del capitolo di Avignone «…che avevano cumulato per troppo tempo i loro incarichi in cattedrale con i vantaggi della cattedra.» Verso il 1103/1105 lo si trova nella contea di Tripoli con il conte di Saint-Gilles.
Alla morte di Raimondo di Saint-Gilles, avvenuta nel 1105, Aicardo tornò ad Arles recando con sé una reliquia della Vera Croce che offrì alla cattedrale di Arles. Egli recuperò verosimilmente la cattedra alla fine del 1107, allorché Gibelino, inviato da papa Pasquale II in Palestina come legato, divenne Patriarca di Gerusalemme fino alla sua morte, avvenuta nel 1112.
Successivamente Aicardo conservò di certo la sua cattedra arcivescovile fino al 1113, data presunta del suo decesso che Jean-Pierre Poly, sulla base del "cartolario di san Vittore", pone nel mese di agosto.

### Successione e posterità

#### Una successione imposta dai "gregoriani"
La vacanza della sede arcivescovile fra il 1113 e l'ottobre 1115, data della nomina del nuovo arcivescovo Attone di Bruniquel, fornisce l'evidenza del persistere di tensioni fra le potenze locali nella designazione di un successore definitivo.
L'antico conflitto fra la famiglia comitale ed il papa rappresentato dai legati pontifici da una parte e la famiglia dei visconti di Marsiglia con i loro alleati dall'altra, aumenta notevolmente in quel periodo di difficoltà legate all'instaurarsi della nuova dinastia dei conti di Provenza
Questa successione, orchestrata nel 1112 dall'anziano abate di San Vittore di Marsiglia e sostenitore della politica pontificia, Richard de Millau, ed ormai arcivescovo di Narbona, sottolinea l'importanza di tale personaggio, che riuscì a piazzare come arcivescovo di Arles il nipote Attone, appartenente alla sua stessa famiglia, come anche la contessa Dolce di Gévaudan, dei visconti di Millau. Legato pontificio, Richard de Milhaud impose la riforma gregoriana e verso il 1115 la maggior parte delle sedi episcopali del mezzogiorno francese non apparteneva più alle grandi famiglie dell'aristocrazia tradizionale.

#### Un movimento precursore dell'autonomia comunale?
Nonostante la notevole movimentazione cui era stato sottoposto l'arcivescovato di Arles, i ricordi lasciati da Aicardo. Almeno nell'ambiente dei canonici, erano ancora ottimamente conservati a metà del XII secolo, il che testimonia la reverenza volta al "venerabile arcivescovo Aicardo" nell'elenco delle reliquie dell'cattedrale di Arles eretta nel 1152 in occasione della traslazione della salma di San Trofimo.
La "ribellione episcopale" di Aicardo comportò un declino temporaneo, fino alla metà del XIII secolo, della diocesi di Arles. che perse d'importanza a vantaggio di quella di Aix-en-Provence, eretta a sede metropolitana dopo il 794.
In questa "ribellione" lo storico Louis-Mathieu Anibert ha visto, a livello politico, il fermento delle idee d'emancipazione della città, che si concretizzarono successivamente con l'instaurazione di un Consolato, creato ad Arles nel 1131, due anni dopo quello di Avignone. Questo nuovo regime comunale fu instaurato sotto la guida dell'arcivescovo Bernard Garin, in un periodo di confusione che prefigurava le guerre di Baux, esplose tra i conti di Provenza e il casato dei Baux.